# 华龙洞人
华龙洞人，是于中华人民共和国安徽省东至县尧渡镇庞汪村华龙洞遗址发现的早期人类化石，华龙洞人约生活在30万年前，会使用石制器，是迄今东亚地区呈现出智人特征最多、年代最早的从古老型人类向智人过渡的古人类。华龙洞人的面部和下颌部已经开始向现代人演化，面部扁平、眼眶较高、头骨纤细化，还出现了下巴的雏形。目前在华龙洞遗址共发现20个个体的华龙洞人化石，其中在2015年出土了一件完整的13岁左右的女性人类头骨，被命名为“东至姑娘”，"东至姑娘”拥有凹陷的眉间和较深的泪腺窝等以及和现代人相似的下巴。